# Palotina
Palotina es un municipio brasileño del estado de Paraná. La población de acuerdo con el censo 2010 era de 28 609 habitantes. Ocupa un área de 651 km².
La economía se basa en la agricultura, agroindustria y prestación de servicios. La ciudad cuenta con una de las mayores agroindústrias del sur del país, la C-Vale Cooperativa Agroindustrial. Además de esto también es una ciudad universitária, siendo la única en el oeste de Paraná que posee un campus de la Universidad Federal de Paraná y posee los cursos de Agronomía, Ciencias Biológicas, Medicina Veterinaria, Tecnología en Agricultura, Tecnología en Biocombustibles y Tecnología en Biotecnología, atendiendo así la demanda del mercado de los nuevos profesionales. La ciudad posee también el menor índice de desistencia escolar del país.

## Geografía

### Clima
El clima de Palotina es Subtropical Cfa (según la clasificación de Köppen), con veranos calientes e inviernos fríos o amenos. Heladas frecuentes en el período más frío en el período entre mayo y el inicio de septiembre. La media anual de temperatura es de 20 °C.

### Territorio
Forma parte de la tercer Meseta o Meseta de Guarapuava, estando localizada en la Microrregión del Extremo Oeste Paranaense.
Áreas
- Área total – 647.430 km²
- Área urbana – 12 820 km²
- Área rural – 634 610 km²

Relieve
Plan, no existindo altas montañas o precipícios.
Suelo
Latosólico rojo eutrófico de textura muy arcillosa.
Ríos
- Los principales son: Río São Pedro, Río Azul, Río Piquiri, Río Pionero, Río Santa Fé y Río Sao Camilo.